# هاري ريان
هاري ريان (بالإنجليزية: Harry Ryan)‏ هو لاعب كرة قدم أمريكية أمريكي، ولد في القرن العشرين، وتوفي في 1953.